# Neomortonia
Neomortonia är ett släkte av tvåhjärtbladiga växter. Neomortonia ingår i familjen Gesneriaceae.
Kladogram enligt Catalogue of Life:
| Neomortonia | \| \| Neomortonia nummularia \| \| \| \| \| \| Neomortonia rosea \| \| \| \| |
|             | \| \| Neomortonia nummularia \| \| \| \| \| \| Neomortonia rosea \| \| \| \| |
|             | Neomortonia nummularia                                                       |
|             |                                                                              |
|             | Neomortonia rosea                                                            |
|             |                                                                              |